# Frères Farrelly
Les frères Farrelly sont un duo de réalisateurs américains, Peter et Bobby Farrelly, nés respectivement le 17 décembre 1956 et le 17 juin 1958 à Cumberland, au Rhode Island.

## Biographie
Ils commencent leur carrière en 1994, en écrivant et réalisant leur premier film, Dumb and Dumber, qui devient culte. Le film réunit Jim Carrey et Jeff Daniels. Ils récidivent en 1998 avec Mary à tout prix, leur plus grand succès public, mettant en scène Ben Stiller, Cameron Diaz et Matt Dillon. L'année suivante ils retrouvent Jim Carrey pour Fous d'Irène (1999).
Ils continuent les comédies originales avec L'Amour extra-large (2001), avec Jack Black et Gwyneth Paltrow, ou encore Deux en un (2003), où Matt Damon et Greg Kinnear incarnent des frères siamois.
En 2014, ils réalisent Dumb and Dumber De, suite de leur premier film, avec le duo Jim Carrey/Jeff Daniels, avec également Laurie Holden et Kathleen Turner. Leurs films suivants sont réalisés en solo.

## Filmographie

### Réalisateurs
- 1994 : Dumb and Dumber
- 1996 : Strike (Kingpin)
- 1998 : Mary à tout prix (There's Something About Mary)
- 2000 : Fous d'Irène (Me, Myself & Irene)
- 2001 : Osmosis Jones
- 2001 : L'Amour extra-large (Shallow Hal)
- 2003 : Deux en un (Stuck On You)
- 2005 : Terrain d'entente (Fever Pitch)
- 2007 : Les Femmes de ses rêves (The Heartbreak Kid)
- 2011 : Bon à tirer (BAT) (Hall Pass)
- 2012 : Les Trois Corniauds  (The Three Stooges)
- 2014 : Dumb and Dumber De (Dumb and Dumber To)

### Producteurs
- 1999 : Les Années lycée (Cannabis 101) de Michael Corrente
- 2005 : The Ringer de Barry W. Blaustein
- 2001 : Trop, c'est trop ! (Say It Isn't So) de J. B. Rogers

## Box-office
| Film                    | Budget       | États-Unis    | France                            | Monde         |
| ----------------------- | ------------ | ------------- | --------------------------------- | ------------- |
| Dumb and Dumber         | 17 000 000 $ | 127 175 374 $ | 636 665 entrées                   | 247 275 374 $ |
| Kingpin                 | 25 000 000 $ | 25 023 434 $  | Ce film n'est pas sorti en France | 32 223 424 $  |
| Mary à tout prix        | 23 000 000 $ | 176 484 651 $ | 3 561 680 entrées                 | 369 884 651 $ |
| Fous d'Irène            | 51 000 000 $ | 90 570 999 $  | 802 456 entrées                   | 149 270 999 $ |
| Osmosis Jones           | 75 000 000 $ | 13 596 911 $  | 6 455 entrées                     | 14 026 418 $  |
| L'Amour extra-large     | 40 000 000 $ | 70 839 203 $  | 582 616 entrées                   | 141 069 860 $ |
| Deux en un              | 55 000 000 $ | 33 832 741 $  | 140 104 entrées                   | 65 784 503 $  |
| Terrain d'entente       | 30 000 000 $ | 42 071 069 $  | 927 entrées                       | 50 451 307 $  |
| Les Femmes de ses rêves | 45 000 000 $ | 36 787 257 $  | 589 228 entrées                   | 127 768 790 $ |
| Bon à tirer (BAT)       | 36 000 000 $ | 45 060 734 $  | 381 459 entrées                   | 83 693 266 $  |
| Les Trois Corniauds     | 30 000 000 $ | 44 338 224 $  | 519 entrées                       | 54 819 301 $  |
| My Movie Project        | 6 000 000 $  | 8 840 453 $   | 39 743 entrées                    | 32 438 988 $  |
| Dumb and Dumber De      | 40 000 000 $ | 86 208 010 $  | 299 628 entrées                   | 169 837 010 $ |

- Légendes : Budget (entre 1 et 10 M$, entre 10 et 100 M$ et plus de 100 M$), États-Unis (entre 1 et 50 M$, entre 50 et 100 M$ et plus de 100 M$), France (entre 100 000 et 1 M d'entrées, entre 1 et 2 M d'entrées et plus de 2 M d'entrées) et monde (entre 1 et 100 M$, entre 100 et 200 M$ et plus de 200 M$).